# Katie et le Clan des 5 sorcières
Pour plus de détails, voir Fiche technique et Distribution.
Katie et le Clan des 5 sorcières (Heksen bestaan niet) est un film néerlandais réalisé par Adel Adelson et Aramis Tatu, sorti en 2014.

## Synopsis
La méchante sorcière Conçuela, désireuse de plonger le monde dans une nuit perpétuelle, lance un astre noir vers le soleil pour le pulvériser. Les quatre autres sorcières de son clan, Astra, Luna, Pandora et Solara, arrivent trop tard, mais elles parviennent à l'immobiliser. Elles demandent au sorcier Grimbeck d'enfermer Conçuela. Elles tentent de détruire l'astre noir, mais il leur faut être cinq pour ce faire. Elles envoient Grimbeck à la recherche d'une sorcière, d'une personne douée de pouvoirs magiques. Pour la trouver, ils peuvent suivre la trace de l'amulette de Conçuela, partie à la recherche d'une nouvelle sorcière.
Pendant ce temps, une adolescente, Katie, est choisie pour mener le spectacle de danse de son établissement scolaire. Ses parents ont déjà remarqué des faits étranges. Et quand Roy, le meilleur ami de Katie, lui offre un écrin, l'adolescente y trouve un beau collier : l'amulette magique. Mais Conçuela ne reste pas inactive : depuis sa prison de miroirs, elle change son chat Felix et son chien Rex en humains, afin qu'ils trouvent les ingrédients qui vont lui permettre de se libérer : le mouchoir d'une octogénaire et un demi verre de sueur de sumo.

## Fiche technique
- Titre : Katie et le Clan des 5 sorcières
- Titre original : Heksen bestaan niet
- Réalisation : Adel Adelson et Aramis Tatu
- Scénario : Trui van de Brug, Adel Adelson, Mustapha Boudellah
- Photographie : Aramis Tatu
- Montage : Mikolaj Slepowron-Korwin, Aramis Tatu
- Musique : Troy Schipper
- Société de production : Sparkel Media, Just Production
- Langues : néerlandais
- Format : Couleur
- Genre : Aventure et fantastique
- Durée : 85 minutes
- Dates de sortie : mars 2014

## Distribution
- Aliyah Kolf (nl) (VF : Pascale Chemin) : Katie
- Leontine Borsato (VF : Julie Pruski (pseudo)) : Conçuela
- Senna Borsato (VF : Camille Vautier (pseudo)) : Roy
- Vincent Banić (nl) (VF : Jean-Michel Marivaux (pseudo)) : Grimbeck
- Jörgen Raymann (nl) : le père de Katie
- Dolores Leeuwin (nl) : la mère de Katie
- Roué Verveer (nl) : l'oncle de Katie
- Pauline Wingelaar (nl) : la tante de Katie
- Jeanette Boutelje : Mamie Greet
- Egbertje Plaat : Mamie Hilda
- Sharon Doorson (VF : Aurélie Goulont (pseudo)) : Astra
- Eline De Munck (VF : Sophie Kolb (pseudo)) : Pandora
- Eva Simons (VF : Nayéli Forest) : Solara
- Do (nl) : Luna
- Laura Omloop : Nienke
- Julia Nauta (nl) : Tessa
- Janneke Muller : Vera
- Karim El Guennouni (VF : Jean-Pierre Leblan) : Felix
- Joshua Rubin (nl) (VF : Mathieu Rivolier) : Rex
- Bas Muijs (nl) : l'agent de police

Source VF : le carton de doublage.